# Henriette Lorimier
Henriette Lorimier, född 1775, död 1854, var en fransk målare. 
Hon är främst känd för sina porträttmålningar. 